# Meksykańska Formuła 2
Meksykańska Formuła 2 – cykl wyścigów samochodowych organizowanych w Meksyku w latach 1990–1997. Seria zastąpiła Formułę K.

## Mistrzowie
| Sezon | Mistrz            | Zespół               | Samochód           | Źródło |
| ----- | ----------------- | -------------------- | ------------------ | ------ |
| 1990  | Enrique Contreras | Brian Ireland Racing | March 90A-Chrysler | [ 2 ]  |
| 1991  | Carlos Guerrero   | Carlos Guerrero      | March 90A-Chrysler | [ 3 ]  |
| 1992  | Carlos Guerrero   | Guillermo Oliveras   | March 90A-Chrysler | [ 4 ]  |
| 1993  | Allen Berg        | Morales Racing       | Ralt RT40-Chrysler | [ 5 ]  |
| 1994  | Fernando Plata    | Martiga              | Ralt RT40-Chrysler | [ 6 ]  |
| 1995  | Jimmy Morales     | Josele Garza         | Ralt RT40-Chrysler | [ 7 ]  |
| 1996  | David Martínez    |                      | Ralt RT40-Chrysler | [ 8 ]  |
| 1997  | Ricardo Pérez     | Garcia Novoa Racing  | Ralt RT40-Chrysler | [ 9 ]  |